# Thanetiense
| Era Eratema | Periodo Sistema | Época Serie | Edad Piso                | Inicio, en millones de años |
| ----------- | --------------- | ----------- | ------------------------ | --------------------------- |
| Cenozoico   | Cuaternario     | Cuaternario | Cuaternario              | 2,588                       |
| Cenozoico   | Neógeno         | Neógeno     | Neógeno                  | 23,04                       |
| Cenozoico   | Paleógeno       | Oligoceno   | Chattiense Chattiano     | 27,3                        |
| Cenozoico   | Paleógeno       | Oligoceno   | Rupeliense Rupeliano     | 33,9                        |
| Cenozoico   | Paleógeno       | Eoceno      | Priaboniense Priaboniano | 37,71                       |
| Cenozoico   | Paleógeno       | Eoceno      | Bartoniense Bartoniano   | 41,03                       |
| Cenozoico   | Paleógeno       | Eoceno      | Luteciense Lutetiano     | 48,07                       |
| Cenozoico   | Paleógeno       | Eoceno      | Ypresiense Ypresiano     | 56,00                       |
| Cenozoico   | Paleógeno       | Paleoceno   | Thanetiense Thanetiano   | 59,24                       |
| Cenozoico   | Paleógeno       | Paleoceno   | Selandiense Selandiano   | 61,66                       |
| Cenozoico   | Paleógeno       | Paleoceno   | Daniense Daniano         | 66,0                        |

Mapa geológico del sureste de Inglaterra y la región alrededor del canal de la Mancha mostrando la cuenca de Londres en su contexto regional.

El Thanetiense o Thanetiano es el tercer y último piso y edad del Paleoceno en la escala temporal geológica. Sucede al Selandiense y precede al Ypresiense (primer piso del Eoceno). Se inició hace unos 59,24 millones de años y terminó hace unos 56,00 millones de años.
El Thanetiense fue propuesto por geólogo suizo Eugène Renevier en 1873 y debe su nombre a la zona de Kent (sur de Inglaterra), conocida como Isla de Thanet. Comparte este nombre con la formación Arena de Thanet, el depósito más antiguo del Cenozoico de la cuenca de Londres.

## Sección estratotipo y punto de límite global (GSSP)
La sección estratotipo y punto de límite global (GSSP) para la base del Thanetiense se encuentra en la sección de Zumaya, en la playa de Itzurun (Geoparque de la Costa Vasca, País Vasco, España). Se caracteriza por el inicio del cron C26n. El piso y el GSSP fueron aprobados por la Comisión Internacional de Estratigrafía y, posteriormente, ratificados por la Unión Internacional de Ciencias Geológicas en septiembre de 2008.
El techo del Thanetiense se define por el GSSP de la base del Ypresiense, que se caracteriza por una fuerte anomalía negativa de δ13C, llamada excursión de isótopo del carbono (CIE), que indica el inicio del máximo térmico del Paleoceno-Eoceno.

## Correlaciones
El Rupeliense es coetáneo con unidades utilizadas regionalmente para las zonas de Mamíferos del Paleógeno entre la zona MP 6 y parte de las zonas MP 1 a MP 5.
- Norteamérica: Tiffaniense y Clarkforkiense.
- Suramérica: Riochicense y Itaboraiense.
- Asia: parte alta del Nongshaniense y Gashatense.
- Australia: Wangerripiense medio.
  - California: alto Yneziense y bajo Zemorriense.
  - Se superpone también a las etapas regionales obsoletas de Bélgica: Landenianense y Heersiense.

## Paleontología

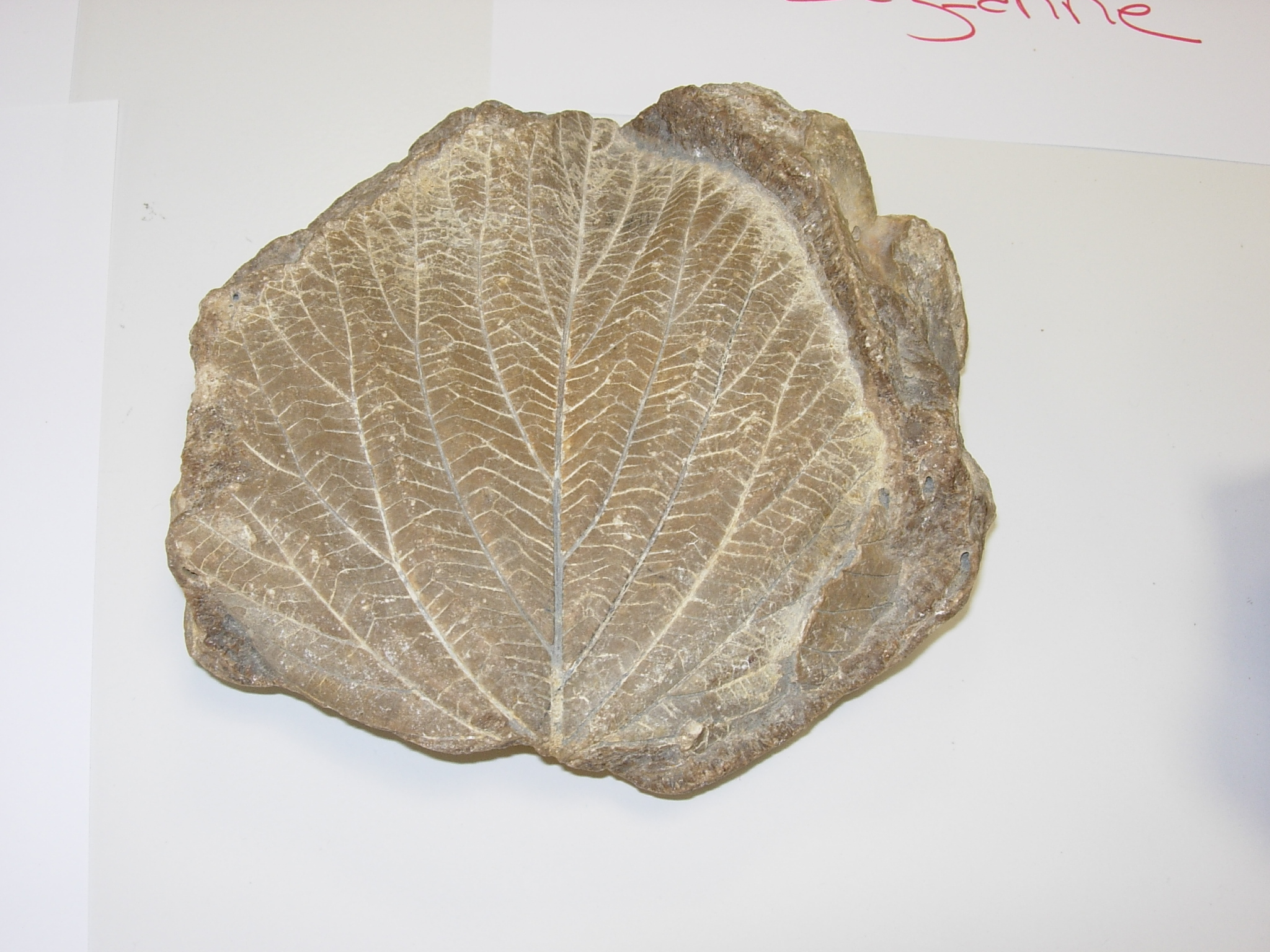
Fósil de hoja de Cissus primavea, de los travertinos thanetienses de Sézanne (Francia).

La flora de Sézanne es una asociación paleoflorística conservada en los travertinos de Sézanne (Francia), depósitos de calizas continentales de agua dulce formados durante la edad Thanetiense, cuando Europa disfrutó de un clima tropical. En los lagerstätte se han preservado fósiles muy detallados de hojas, flores y semillas enteras. 
Además aparece Eritherium, primer representante de la familia Proboscidea.